# John Smith (Politiker, 1656)

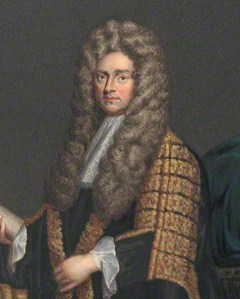
John Smith

John Smith (* 1656; † 2. Oktober 1723) aus Tedworth House, Hampshire, war ein englischer Politiker. Er war zwischen 1678 und 1723 Mitglied des englischen und des britischen House of Commons. Er war Speaker of the House of Commons und Schatzkanzler.

## Leben
Smith war der vierte, einzig überlebende Sohn von John Smith of Tedworth House South Tidworth, Hampshire und seiner Frau Mary Wright, Tochter von Sir Edmund Wright, Alderman, of London. Seine Schwester Anne heiratete Sir Samuel Dashwood, MP und Lord Mayor of London. Mit 16 Jahren matrikulierte er am 18. Mai 1672 am St John’s College, Oxford und zwei Jahre später wurde er in den Middle Temple aufgenommen. Am 1. September 1679 heiratete er Anne Steward, Tochter von Sir Nicholas Steward, 1. Baronet, of Hartley Mauditt, Hampshire. Sie starb aber bereits 1680 und er heiratete Anne Strickland, Tochter von Sir Thomas Strickland of Boynton, Yorkshire am 7. November 1683. Sein Vater starb 1690 und 1692 sein Onkel Thomas Smith, den er auch beerbte.
Mit seiner zweiten Frau hatte er vier Söhne und zwei Töchter. Sein Sohn Thomas war ebenfalls Abgeordneter für die Whigs.
Smith wurde in der alten Kirche in South Tidworth beigesetzt.

## Politische Karriere
Smith war ein moderate Whig und wurde Member of Parliament für Ludgershall im Februar 1679. In der darauffolgenden Wahl im August desselben Jahres verlor er den Sitz wieder. 1689 wurde er wiedergewählt.

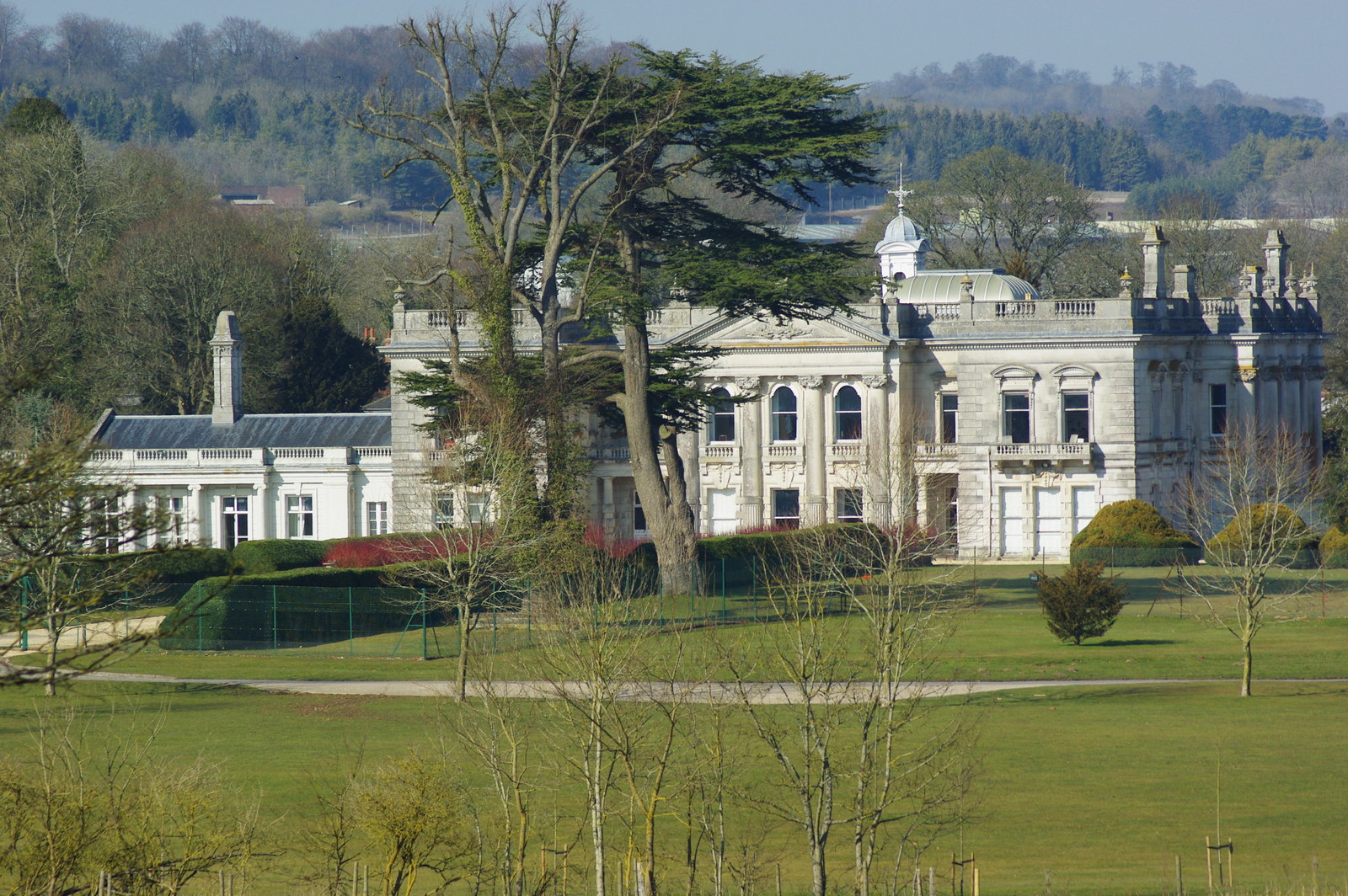
Tedworth House

Bei einer Nachwahl am 15. Dezember 1691 wurde er Abgeordneter für Bere Alston. 1694 wurde er zum Lord of the Treasury ernannt und am 23. Mai 1695 wurde er Mitglied des Privy Council. Von 1695 bis 1710 war er Abgeordneter für Andover. Zwischen 1695 und 1697 war er Commissioner for Prize Appeals. Ab dem 2. Juni 1699 war er bis 27. März 1701 Schatzkanzler. 1705 wurde er zum Speaker of the House of Commons. 1706 wurde er Commissioner für die Union mit Schottland und letzter Speaker des House of Commons von England. Nach dem Acts of Union 1707 wurde er erster Speaker des House of Commons von Großbritannien. Nach der allgemeinen Wahl 1708 trat er Speaker nicht mehr an und wurde ab 22. April 1708 wieder Schatzkanzler. Nach den allgemeinen Wahlen 1710 übernahm er den Posten eines Teller of the Exchequer. Bei den Wahlen 1713 trat er nicht an und verlor seine Posten als Teller of the Exchequer. Diesen hatte er ab 1714 bis zu seinem Tod wieder inne.

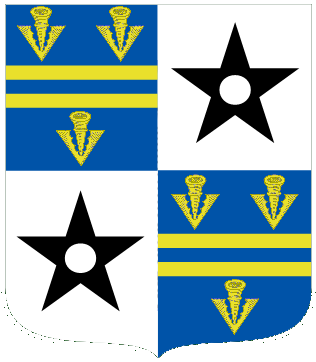
Wappen

Smith war 1715 und 1722 Abgeordneter für East Looe.